# Chron Gen
I Chron Gen (abbreviazione di Chronic Generation) sono stati un gruppo punk britannico formatosi a Letchworth nel 1978 e sciolto nel 1984. L'ultima formazione era composta da Glynn "Baxter" Barber (voce e chitarra), Roy Horner (basso), Mark "Floyd" Alison (chitarra) e Jon "JJ" Johnson (batteria).

## Storia del gruppo

### Carriera
I Chron Gen si formarono per iniziativa di alcuni membri dei The Condemned e degli Optional Xtras. La formazione iniziale era composta da Glynn "Baxter" Barber (voce e chitarra), Jon "JJ" Johnson (batteria), Adam Warwicker (basso), e Jon Thurlow (chitarra), ma già dopo l'incisione della prima demo Pete Dimmock rimpiazzò Warwicker. Il gruppo pubblicò l'EP di debutto, intitolato Puppets of War, nel 1981 tramite la propria etichetta, la Gargoyle; questo lavoro rimase quasi dieci mesi nella UK Independent Chart, raggiungendo la quarta posizione in classifica. A seguito del successo ottenuto dall'EP, i Chron Gen parteciparono, nell'estate del 1981, all'Apocalypse Tour in Gran Bretagna insieme a The Exploited, Discharge, Anti-Pasti, e The Anti-Nowhere League. Sempre nel 1981 registrarono un singolo con la Step Forward prima di trasferirsi alla Secret Records, con la quale, nel marzo del 1982, incisero Chronic Generation, il loro album di debutto, che raggiunse la posizione numero 53 nella Official Albums Chart. L'album fu l'ultimo lavoro con Thurlow che fu sostituito da Mark "Floyd" Alison. Per supportare l'ultima uscita discografica il gruppo partecipò al "So What Tour" insieme agli Exploited e andò in tournée negli Stati Uniti. Dopo l'incisione di un nuovo singolo, Roy Horner sostituì Dimmock che lasciò il gruppo per unirsi ai Chelsea (e, in seguito, ai Bandits at 4 O'Clock). L'ultima uscita discografica del gruppo fu il mini-album Nowhere to Run del 1984, che però fu registrato prima dell'arrivo di Horner e per il quale i Chron Gen si avvalsero del session man Nigel Ross-Scott per l'esecuzione delle parti di basso. Il nuovo album non raggiunse il successo del precedente e la band si sciolse nell'ottobre del 1984.

### Dopo lo scioglimento
Dopo lo scioglimento i Chron Gen suonarono ancora in alcuni concerti di reunion, Floyd si unì agli Occasional Tables e Glynn Barber iniziò sia a esibirsi come solista in locali pubblici accreditandosi come Glynn Baxter che suonando nei Rebel Rebel, una tribute band glam rock. Mark "Floyd" Alison è morto 31 ottobre 1999 e Pete Dimmock il 12 agosto 2011.

## Formazione

### Formazione attuale
Ultima formazione
- Glynn "Baxter" Barber - voce, chitarra (1978-1984)
- Roy Horner - basso (1984)
- Mark "Floyd" Alison - chitarra, (1982-1984)
- Jon "JJ" Johnson - batteria (1978-1984)

### Ex componenti
- Adam Warwicker - basso (1978)
- Pete Dimmock - basso (1978-1984)
- Jon Thurlow - chitarra (1978-1982)

## Discografia
Le posizioni in classifica si riferiscono alla UK Indie Chart, tranne dove indicato.

### Singoli ed EP
- 1981 - Puppets of War EP (Gargoyle) - (#4)
- 1981 - Reality (Step Forward) - (#2)
- 1982 - Jet Boy, Jet Girl (Secret Records) - (#4)
- 1982 - Outlaw (Secret Records)

### Album in Studio
- 1982 - Chronic Generation (Secret Records) - (#2), (Official Albums Chart No.  53),[4]
- 1984 - Nowhere to Run (Picasso) - (#25)

### Live
- 1982 - Apocalypse Live Tour June '81 (Live at Leicester) (Chaos Tapes) - (#15)
- 1985 - Live at the Waldorf in San Francisco (Picasso)

### Compilation
- 1990 - The Best of Chron Gen (Helter Skelter)
- 1994 - The Best of Chron Gen (Captain Oi!)
- 2004 - Puppets of War: The Collection (Rhythm Vicar) - (2 CD che includono alcuni brani inediti)